# Жучков, Порфирий Иванович
Порфирий Иванович Жучков (1912-1945) — старший лейтенант Рабоче-крестьянской Красной Армии, участник Великой Отечественной войны, Герой Советского Союза (1946).

## Биография
Порфирий Жучков родился в 1912 году в селе Войново (ныне — Болховский район Орловской области). После окончания Болховского педагогического техникума работал учителем, директором школы, начальником топографической партии в селе Черемхово Ивановского района Амурской области. В мае 1941 года Жучков был призван на службу в Рабоче-крестьянскую Красную Армию. С июня того же года — на фронтах Великой Отечественной войны. Принимал участие в боях на Западном, Юго-Западном, 3-м, 4-м Украинских, 1-м Белорусском фронтах. В августе 1941 года был ранен. К апрелю 1945 года старший лейтенант Порфирий Жучков был агитатором 986-го стрелкового полка (230-й стрелковой дивизии, 9-го стрелкового корпуса, 5-й ударной армии, 1-го Белорусского фронта). Отличился во время Берлинской операции.
27 апреля 1945 года в боях за Берлин Жучков возглавил группу подрывников, которая успешно подорвала девять железобетонных баррикад на Вилльштрассе. В том бою он погиб. Похоронен в северу от Костшина-над-Одрой.

## Награды
Указом Президиума Верховного Совета СССР от 15 мая 1946 года за «образцовое выполнение боевых заданий командования на фронте борьбы с немецкими захватчиками и проявленные при этом мужество и героизм» старший лейтенант Порфирий Жучков посмертно был удостоен высокого звания Героя Советского Союза.
Был также награждён орденами Ленина, Отечественной войны 1-й и 2-й степеней, медалью «За боевые заслуги».